# Eoperla
Eoperla is een geslacht van steenvliegen uit de familie borstelsteenvliegen (Perlidae). De wetenschappelijke naam van het geslacht is voor het eerst geldig gepubliceerd in 1956 door Illies.

## Soorten
Eoperla omvat de volgende soorten:
- Eoperla ochracea (Kolbe, 1885)